# Сквер Екатерины Демидовой
Сквер Екатерины Демидовой — сквер в Невском районе Санкт-Петербурга.

## Происхождение названия
23 сентября 2020 года присвоение скверу на проспекте Обуховской Обороны у дома № 119 имени Екатерины Демидовой было одобрено Топонимической комиссией Санкт-Петербурга.
9 декабря 2020 года сквер был назван в честь Героя Социалистического Труда, работавшей на находящейся напротив сквера фабрике «Рабочий» Екатерины Яковлевны Демидовой (1940—2018).
Площадь сквера (ориентировочная) — 0,22 га.